# Naka Drotske
Pas d'image ? Cliquez ici

a Compétitions nationales et continentales officielles uniquement.

b Matchs officiels uniquement.
Dernière mise à jour le 15 mai 2023.
Allen Erasmus Drotske, plus connu comme Naka Drotske, né le 15 mars 1971 à Senekal (Afrique du Sud), est un ancien joueur de rugby à XV sud-africain. Il évoluait au poste de talonneur (1,82 m - 108 kg) qui a joué avec l'équipe d'Afrique du Sud entre 1993 et 1999. 
Drotske est célèbre pour avoir fait partie de l'équipe d'Afrique du Sud qui a gagné la Coupe du monde 1995.

## Carrière

### En province
Formé à l'origine comme troisième ligne aile, Naka Drotske est repositionné talonneur dès ses débuts avec la province des Free State Cheetahs en 1992. Il participe à la Currie Cup avec la province des Free State Cheetahs de 1996 à 1999, avant de rejoindre les Blue Bulls en 2000. Il joue trois saisons avec les London Irish de 2001 à 2004, remportant au passage la Coupe d'Angleterre avant de revenir aux Free State Cheetahs. En 2005, il est le capitaine de l'équipe des Free State Cheetahs qui remporte sa seconde Currie Cup en trente ans.
Naka Drotske a participé au Super 12 avec la franchise des Cats de 1998 à 2000, puis avec les Bulls en 2000 et 2001 et de nouveau avec les Cats en 2005.

### En équipe nationale
Drotske a effectué son premier test match avec les Springboks le 13 novembre 1993 à l’occasion d’un match contre l'équipe d'Argentine (victoire 52-23). Il est retenu dans l'équipe d'Afrique du Sud qui remporte la  Coupe du monde de rugby 1995. Néanmoins, il n'est qu'un troisième choix dans l'effectif derrière James Dalton et Chris Rossouw. Il ne dispute qu'un seul match lors du tournoi.
De 1993 à 1999, il est maintes fois sélectionné comme titulaire au poste de talonneur malgré la concurrence de James Dalton et Chris Rossouw. Il est néanmoins retenu comme titulaire lors de la Coupe du monde de rugby 1999. Il obtient sa dernière cape avec les Springboks contre la Nouvelle-Zélande, lors du match de classement pour la troisième place du tournoi et remportée par l'équipe d'Afrique du Sud.

### Entraîneur
Après avoir pris sa retraite, Drostke entraîne les Free State Cheetahs en Currie Cup et les Cheetahs en Super Rugby depuis 2007.

## Palmarès

### En club
- Vainqueur de la Currie Cup 2005 avec les Free State Cheetahs
- Vainqueur de la Coupe d'Angleterre avec les London Irish en 2002.

### Avec les Springboks
- 26 sélections
- 3 essais
- 15 points
- Sélections par saison : 1 en 1993, 1 en 1995, 1 en 1996, 7 en 1997, 3 en 1998, 13 en 1999.
- Vainqueur de la Coupe du monde de rugby 1995 (1 match, 0 comme titulaire).
- 3e place la Coupe du monde de rugby 1999 (6 matchs, 5 comme titulaire).